# Vinyl (seriál)
Vinyl je americký televizní seriál stanice HBO, jehož autory jsou Mick Jagger, Martin Scorsese, Rich Cohen a Terence Winter. Hlavní roli, postavu jménem Richie Finestra, v něm ztvárnil Bobby Cannavale. Finestra pracuje v hudebním průmyslu, konkrétně vlastní hudební vydavatelství American Century. Mezi jeho spolupracovníky patří Scott Leavitt (P. J. Byrne), Julian Silver (Max Casella) a Clark Morelle (Jack Quaid). Jeho manželku Devon ztvárnila Olivia Wildeová. 
Pilotní díl, který měl premiéru 14. února 2016, režíroval Martin Scorsese. Další díly režírovali například Mark Romanek, Allen Coulter a Carl Franklin. Přestože bylo plánováno, že na původní desetidílnou sérii naváže druhá řada, nakonec bylo od těchto plánů odstoupeno.

## Obsazení

### Hlavní role
- Bobby Cannavale jako Richie Finestra
- Paul Ben-Victor jako Maury Gold
- P. J. Byrne jako Scott Leavitt
- Max Casella jako Julian "Julie" Silver
- Ato Essandoh jako Lester Grimes
- James Jagger jako Kip Stevens
- J. C. MacKenzie jako Skip Fontaine
- Jack Quaid jako Clark Morelle
- Ray Romano jako Zak Yankovich
- Birgitte Hjort Sørensen jako Ingrid
- Juno Temple jako Jamie Vine
- Olivia Wildeová jako Devon Finestra

## Seznam dílů
| Č. v seriálu | Původní název       | Režie           | Scénář                                                                                                   | Premiéra v USA  |
| ------------ | ------------------- | --------------- | --- | --------------- |
| 1            | Pilot               | Martin Scorsese | námět: Rich Cohen, Mick Jagger, Martin Scorsese a Terence Winter scénář: Terence Winter a George Mastras | 14. února 2016  |
| 2            | Yesterday Once More | Allen Coulter   | Terence Winter                                                                                           | 21. února 2016  |
| 3            | Whispered Secrets   | Mark Romanek    | Jonathan Tropper, Debora Cahn a Adam Rapp                                                                | 28. února 2016  |
| 4            | The Racket          | S. J. Clarkson  | Debora Cahn                                                                                              | 6. března 2016  |
| 5            | He in Racist Fire   | Peter Sollett   | Adam Rapp                                                                                                | 13. března 2016 |
| 6            | Cyclone             | Nicole Kassell  | Carl Capotorto a Erin Cressida Wilson                                                                    | 20. března 2016 |
| 7            | The King and I      | Allen Coulter   | David Matthews                                                                                           | 27. března 2016 |
| 8            | E.A.B.              | Jon S. Baird    | Riccardo DiLoreto a Michael Mitnick                                                                      | 3. dubna 2016   |
| 9            | Rock and Roll Queen | Carl Franklin   | Debora Cahn                                                                                              | 10. dubna 2016  |
| 10           | Alibi               | Allen Coulter   | Terence Winter                                                                                           | 17. dubna 2016  |